# John Barry (scenografo)
John Barry (Londra, 3 luglio 1935 – Londra, 1º giugno 1979) è stato uno scenografo britannico.
Per le sue scenografie vinse un Oscar per Guerre stellari nel 1978, e un Saturn Award per Superman nel 1979, anno in cui muore all'età di 43 anni a causa di una meningite. A Barry venne offerto il lavoro di sceonografo da Stanley Kubrick per il suo film mai completato Napoleon, lavorando al progetto per una settimana. Kubrick lo assunse nuovamente per la scenografia di Arancia meccanica nel 1971. Scrisse il soggetto del film Saturn 3 di Stanley Donen, al quale avrebbe dovuto partecipare come scenografo, ma la prematura morte ne impedì la collaborazione.